# Scaptodrosophila aclinata
Scaptodrosophila aclinata är en tvåvingeart som först beskrevs av Mcevey och Barker 2001.  Scaptodrosophila aclinata ingår i släktet Scaptodrosophila och familjen daggflugor. Inga underarter finns listade i Catalogue of Life.